# Dixième circonscription de la Haute-Garonne
La dixième circonscription de la Haute-Garonne est l'une des dix circonscriptions législatives françaises que compte le département de la Haute-Garonne (31), en région Occitanie.

## Histoire
À la suite du redécoupage électoral opéré en 2010, les anciennes troisième et septième circonscriptions ont été redécoupées, donnant naissance aux nouvelles septième, neuvième et dixième circonscriptions.
En Juin 2017, Sébastien Nadot est élu député LREM avec 60,48% des voix.

## Description géographique et démographique
La composition de la circonscription est la suivante :
- Canton de Caraman,
- Canton de Castanet-Tolosan,
- Canton de Lanta,
- Canton de Montgiscard,
- Canton de Nailloux,
- Canton de Revel
- Canton de Villefranche-de-Lauragais

La population totale de cette circonscription est estimée à 112 544 habitants

## Liste des députés
| Législature | Début de mandat | Fin de mandat | Député          | Parti politique      | Observations |
| ----------- | --------------- | ------------- | --------------- | -------------------- | --- |
| XIVe        | 20 juin 2012    | 20 juin 2017  | Kader Arif      | PS                   | Nommé au gouvernement le 21 juin 2012, il est remplacé à l'Assemblée par sa suppléante Émilienne Poumirol à partir du 22 juillet 2012. Il reprend son siège de député le 22 décembre 2014 après avoir quitté son poste au gouvernement. |
| XVe         | 21 juin 2017    | 21 juin 2022  | Sébastien Nadot | LREM (2017-2018) MdP | Exclu du groupe La République en marche fin 2018. Participe à la fondation de l'éphémère groupe Écologie démocratie solidarité en 2020.                                                                                                 |
| XVIe        | 22 juin 2022    | 9 juin 2024   | Dominique Faure | PRV                  | Nommée au gouvernement le 4 juillet 2022, elle est remplacée à l'Assemblée par son suppléant Laurent Esquenet-Goxes à partir du 4 août 2022. Mandat écourté à la suite d'une dissolution parlementaire décidée par Emmanuel Macron.     |
| XVIIe       | 8 juillet 2024  | En cours      | Jacques Oberti  | PS                   | |

## Historique des élections

### Élections de 2012
| Candidat       | Candidat            | Parti           | Premier tour | Premier tour | Second tour | Second tour |  |
| Candidat       | Candidat            | Parti           | Voix         | %            | Voix        | %           |  |
| -------------- | ------------------- | --------------- | ------------ | ------------ | ----------- | ----------- |  |
|                | Kader Arif élu      | PS (PRG)        | 18 084       | 30,84        | 30 901      | 57,78       |  |
|                | Dominique Faure     | PRV (UMP)       | 14 314       | 24,41        | 22 580      | 42,22       |  |
|                | Gilbert Hébrard     | diss. PS        | 9 395        | 16,02        |             |             |  |
|                | Marie Lopau         | RBM (FN)        | 6 057        | 10,33        |             |             |  |
|                | Christian Picquet   | FG (GU) (PCF)   | 3 660        | 6,24         |             |             |  |
|                | Didier-Claude Rod   | EÉLV (MÉI, POC) | 3 022        | 5,15         |             |             |  |
|                | Jean-Pierre Albouye | AC (MoDem)      | 1 517        | 2,59         |             |             |  |
|                | Daniel Ruffat       | diss. PS        | 1 167        | 1,99         |             |             |  |
|                | Laurent Fontaneau   | AÉI             | 552          | 0,94         |             |             |  |
|                | Laurent Cunin       | PVB             | 363          | 0,62         |             |             |  |
|                | Raymond Coustures   | NPA             | 255          | 0,43         |             |             |  |
|                | Antoine Missier     | LO              | 142          | 0,24         |             |             |  |
|                | Jacques Dumeunier   | POI             | 111          | 0,19         |             |             |  |
|                |                     |                 |              |              |             |             |  |
| Inscrits       | Inscrits            | Inscrits        | 88 459       | 100,00       | 88 443      | 100,00      |  |
| Abstentions    | Abstentions         | Abstentions     | 28 989       | 32,77        | 31 859      | 36,02       |  |
| Votants        | Votants             | Votants         | 59 470       | 67,23        | 56 584      | 63,98       |  |
| Blancs et nuls | Blancs et nuls      | Blancs et nuls  | 831          | 1,4          | 3 103       | 5,48        |  |
| Exprimés       | Exprimés            | Exprimés        | 58 639       | 98,6         | 53 481      | 94,52       |  |

La suppléante de Kader Arif était Émilienne Poumirol, médecin généraliste, maire de Donneville. Émilienne Poumirol remplaça Kader Arif, nommé membre du gouvernement, du 22 juin 2012 au 21 juillet 2014.
Kader Arif retrouva ensuite son siège de député.

### Élections de 2017
|                                                                                 |                                                                        |                           |                           |                          |                          |
|                                                                                 |                                                                        | Premier tour 11 juin 2017 | Premier tour 11 juin 2017 | Second tour 18 juin 2017 | Second tour 18 juin 2017 |
|                                                                                 |                                                                        |                           |                           |                          |                          |
|                                                                                 |                                                                        | Nombre                    | % des inscrits            | Nombre                   | % des inscrits           |
| Inscrits                                                                        | Inscrits                                                               | 95 369                    | 100,00                    | 95 358                   | 100,00                   |
| Abstentions                                                                     | Abstentions                                                            | 38 474                    | 40,34                     | 45 564                   | 47,78                    |
| Votants                                                                         | Votants                                                                | 56 895                    | 59,66                     | 49 794                   | 52,22                    |
|                                                                                 |                                                                        |                           | % des votants             |                          | % des votants            |
| Bulletins blancs                                                                | Bulletins blancs                                                       | 898                       | 1,58                      | 3 623                    | 7,28                     |
| Bulletins nuls                                                                  | Bulletins nuls                                                         | 321                       | 0,56                      | 1 611                    | 3,24                     |
| Suffrages exprimés                                                              | Suffrages exprimés                                                     | 55 676                    | 97,86                     | 44 560                   | 89,49                    |
|                                                                                 |                                                                        |                           |                           |                          |                          |
| Candidat Étiquette politique (partis et alliances)                              | Candidat Étiquette politique (partis et alliances)                     | Voix                      | % des exprimés            | Voix                     | % des exprimés           |
|                                                                                 |                                                                        |                           |                           |                          |                          |
|                                                                                 | Sébastien Nadot La République en marche (Mouvement des progressistes)  | 21 886                    | 39,31                     | 26 948                   | 60,48                    |
|                                                                                 | Monique Fabre La France insoumise                                      | 7 735                     | 13,89                     | 17 612                   | 39,52                    |
|                                                                                 | Arnaud Lafon Les Républicains                                          | 6 043                     | 10,85                     |                          |                          |
|                                                                                 | Mathieu Lachuries Front national                                       | 4 866                     | 8,74                      |                          |                          |
|                                                                                 | Kader Arif (député sortant) Parti socialiste (Parti radical de gauche) | 4 355                     | 7,82                      |                          |                          |
|                                                                                 | Dominique Faure Union des démocrates et indépendants                   | 3 959                     | 7,11                      |                          |                          |
|                                                                                 | Henri Arevalo Europe Écologie Les Verts                                | 2 600                     | 4,67                      |                          |                          |
|                                                                                 | Michel Koehl Divers (Parti du vote blanc)                              | 1 031                     | 1,85                      |                          |                          |
|                                                                                 | Christian Picquet Parti communiste français                            | 896                       | 1,61                      |                          |                          |
|                                                                                 | Jean-Pierre Hardy Écologiste (Demain en commun)                        | 887                       | 1,59                      |                          |                          |
|                                                                                 | Stevie Chopin Debout la France !                                       | 536                       | 0,96                      |                          |                          |
|                                                                                 | Tarsicius Chiso Divers droite (577-Les Indépendants)                   | 310                       | 0,56                      |                          |                          |
|                                                                                 | Sara Iribarren Divers (Union populaire républicaine)                   | 289                       | 0,52                      |                          |                          |
|                                                                                 | Lucile El Hedri Lutte ouvrière                                         | 247                       | 0,44                      |                          |                          |
|                                                                                 | Margot Simsi Écologiste (Mouvement 100 %)                              | 35                        | 0,06                      |                          |                          |
|                                                                                 | Jean-Pierre Mayer Debout la France                                     | 1                         | 0,00                      |                          |                          |
| Source : Ministère de l'Intérieur - Dixième circonscription de la Haute-Garonne |                                                                        |                           |                           |                          |                          |

La suppléante de Sébastien Nadot était Laura Manole, contrôleuse de gestion.

### Élections législatives de 2022
| Résultats des élections législatives des 12 et 19 juin 2022 de la 10e circonscription Haute-Garonne |                          |                          |                          |              |              |             |             |
| Candidat                                                                                            | Candidat                 | Parti et coalition       | Nuance                   | Premier tour | Premier tour | Second tour | Second tour |
| Candidat                                                                                            | Candidat                 | Parti et coalition       | Nuance                   | Voix         | %            | Voix        | %           |
| | Alice Assier,            | G.s (NUPES)              | NUP                      | 19 535       | 33,16        | 26 907      | 49,80       |
| | Dominique Faure          | PRV (ENS)                | ENS                      | 17 720       | 30,08        | 27 118      | 50,20       |
| | Christelle Poirier       | RN                       | RN                       | 8 947        | 15,19        |             |             |
| | Stéphanie Respaud-Hézard | LR (UDC)                 | LR                       | 3 088        | 5,24         |             |             |
| | Baptiste Marquié         | RES                      | DVD                      | 2 919        | 4,95         |             |             |
| | Ghislaine Bourland       | REC                      | REC                      | 2 289        | 3,88         |             |             |
| | Séverine Gimeno          | EA (TUPLV)               | ECO                      | 1 667        | 2,83         |             |             |
| | Réda Zitouni             | UCE (ÉMP).               | DVC                      | 1 268        | 2,15         |             |             |
| | Sandrine Conte-Margail   | PA                       | ECO                      | 568          | 0,96         |             |             |
| | Lucile Souche            | LO                       | DXG                      | 466          | 0,79         |             |             |
| | Eric Schmitt             | RS (RdP)                 | DVG                      | 269          | 0,46         |             |             |
| | Gilles Corso             | SE                       | DIV                      | 183          | 0,31         |             |             |
| | Nadine Palat             | EXG                      | DXG                      | 0            | 0,00         |             |             |
| Votes valides                                                                                       | Votes valides            | Votes valides            | Votes valides            | 58 919       | 97,69        | 54 025      | 92.13       |
| Votes blancs                                                                                        | Votes blancs             | Votes blancs             | Votes blancs             | 1 040        | 1,72         | 3192        | 5.44        |
| Votes nuls                                                                                          | Votes nuls               | Votes nuls               | Votes nuls               | 356          | 0,59         | 1426        | 2.43        |
| Total                                                                                               | Total                    | Total                    | Total                    | 60 315       | 100          | 58 643      | 100         |
| Abstention                                                                                          | Abstention               | Abstention               | Abstention               | 43 111       | 41,68        | 44 787      | 43.30       |
| Inscrits / participation                                                                            | Inscrits / participation | Inscrits / participation | Inscrits / participation | 103 426      | 58,32        | 103 430     | 56.70       |

Le suppléant de Dominique Faure était Laurent Esquenet-Goxes, MoDem, informaticien, assistant parlementaire, ancien conseiller municipal de Gardouch. Laurent Esquenet-Goxes remplaça Dominique Faure, nommée membre du gouvernement, du 5 août 2022 au 9 juin 2024.

### Élections législatives de 2024
| Candidat                 | Candidat                 | Parti et coalition       | Nuances                  | Premier tour | Premier tour | Second tour | Second tour |
| Candidat                 | Candidat                 | Parti et coalition       | Nuances                  | Voix         | %            | Voix        | %           |
| ------------------------ | ------------------------ | ------------------------ | ------------------------ | ------------ | ------------ | ----------- | ----------- |
|                          | Jacques Oberti           | PS (NFP)                 | UG                       | 28 631       | 36,24        | 44 932      | 61,07       |
|                          | Caroline Falgas-Colomina | RN                       | RN                       | 23 993       | 30,37        | 28 645      | 38,93       |
|                          | Dominique Faure,         | PRV - RE (ENS)           | ENS                      | 22 910       | 28,99        | Retrait     | Retrait     |
|                          | Romain Gresle            | REC                      | REC                      | 1 123        | 1,42         |             |             |
|                          | Frédérique Soulier       | LÉA (RAS)                | DVC                      | 728          | 0,92         |             |             |
|                          | Adrien Bourgeade         | Équinoxe                 | ECO                      | 558          | 0,71         |             |             |
|                          | Lucile Souche            | LO                       | EXG                      | 523          | 0,66         |             |             |
|                          | Gilles Corso             | SE                       | DIV                      | 389          | 0,49         |             |             |
|                          | Arlette Bouzon           | SE                       | DIV                      | 158          | 0,20         |             |             |
|                          | François Ubeda           | LR                       | LR                       | 1            | 0,00         |             |             |
|                          |                          |                          |                          |              |              |             |             |
| Votes valides            | Votes valides            | Votes valides            | Votes valides            | 79 014       | 96,90        | 73 577      | 91,20       |
| Votes blancs             | Votes blancs             | Votes blancs             | Votes blancs             | 1 898        | 2,33         | 5 576       | 6,91        |
| Votes nuls               | Votes nuls               | Votes nuls               | Votes nuls               | 629          | 0,77         | 1 527       | 1,89        |
| Total                    | Total                    | Total                    | Total                    | 81 541       | 100          | 80 680      | 100         |
| Abstention               | Abstention               | Abstention               | Abstention               | 23 611       | 22,45        | 24 488      | 23,28       |
| Inscrits / participation | Inscrits / participation | Inscrits / participation | Inscrits / participation | 105 152      | 77,55        | 105 168     | 76,72       |

La suppléante de Jacques Oberti est Lison Gleyses, aide-soignante, maire de Nailloux.